# 동경 74도
동경 74도(東經74度)는 본초 자오선에서 동쪽으로 74도 떨어진 경선이다. 북극점에서 시작하여 북극해, 아시아, 인도양, 남극해, 남극을 거쳐 남극점에 이른다.
동경 74도는 서경 106도와 이어져 지구의 둘레를 이룬다.
북극점에서 남극점까지 동경 74도선은 다음 지역을 지나간다.
| 좌표                                                  | 나라, 지역, 해역 | 주석                                                                                          |
| ----------------------------------------------------- | ---------------- | --------------------------------------------------------------------------------------------- |
| 북위 90° 0′ 동경 74° 0′  / 북위 90.000° 동경 74.000°  | 북극해           |                                                                                               |
| 북위 81° 6′ 동경 74° 0′  / 북위 81.100° 동경 74.000°  | 카라해           |                                                                                               |
| 북위 73° 0′ 동경 74° 0′  / 북위 73.000° 동경 74.000°  | 오비만           | 러시아 쇼칼스코고섬의 바로 서쪽을 지나감                                                      |
| 북위 71° 54′ 동경 74° 0′  / 북위 71.900° 동경 74.000° | 러시아           | 기단반도                                                                                      |
| 북위 70° 48′ 동경 74° 0′  / 북위 70.800° 동경 74.000° | 오비만           |                                                                                               |
| 북위 70° 16′ 동경 74° 0′  / 북위 70.267° 동경 74.000° | 러시아           | 기단반도                                                                                      |
| 북위 69° 5′ 동경 74° 0′  / 북위 69.083° 동경 74.000°  | 오비만           |                                                                                               |
| 북위 67° 19′ 동경 74° 0′  / 북위 67.317° 동경 74.000° | 러시아           |                                                                                               |
| 북위 53° 38′ 동경 74° 0′  / 북위 53.633° 동경 74.000° | 카자흐스탄       | 발하시호를 통과함                                                                             |
| 북위 43° 10′ 동경 74° 0′  / 북위 43.167° 동경 74.000° | 키르기스스탄     |                                                                                               |
| 북위 40° 2′ 동경 74° 0′  / 북위 40.033° 동경 74.000°  | 중화인민공화국   | 신장 위구르 자치구                                                                            |
| 북위 38° 32′ 동경 74° 0′  / 북위 38.533° 동경 74.000° | 타지키스탄       |                                                                                               |
| 북위 37° 17′ 동경 74° 0′  / 북위 37.283° 동경 74.000° | 아프가니스탄     |                                                                                               |
| 북위 36° 50′ 동경 74° 0′  / 북위 36.833° 동경 74.000° | 파키스탄         | 길기트발티스탄 - 인도가 영유권 주장 카이베르파크툰크와주 아자드 카슈미르 - 인도가 영유권 주장 |
| 북위 34° 42′ 동경 74° 0′  / 북위 34.700° 동경 74.000° | 인도             | 잠무 카슈미르주 - 파키스탄가 영유권 주장                                                      |
| 북위 34° 2′ 동경 74° 0′  / 북위 34.033° 동경 74.000°  | 파키스탄         | 아자드 카슈미르 - 인도가 영유권 주장                                                          |
| 북위 33° 45′ 동경 74° 0′  / 북위 33.750° 동경 74.000° | 인도             | 잠무 카슈미르주 - 파키스탄가 영유권 주장                                                      |
| 북위 33° 37′ 동경 74° 0′  / 북위 33.617° 동경 74.000° | 파키스탄         | 아자드 카슈미르 - 인도가 영유권 주장 펀자브주                                                 |
| 북위 30° 30′ 동경 74° 0′  / 북위 30.500° 동경 74.000° | 인도             | 펀자브주 라자스탄주 구자라트주 마하라슈트라주 구자라트주 마하라슈트라주 고아                  |
| 북위 15° 1′ 동경 74° 0′  / 북위 15.017° 동경 74.000°  | 인도양           | 오스트레일리아 허드 제도의 바로 동쪽을 지나감                                                 |
| 남위 60° 0′ 동경 74° 0′  / 남위 60.000° 동경 74.000°  | 남극해           |                                                                                               |
| 남위 68° 39′ 동경 74° 0′  / 남위 68.650° 동경 74.000° | 남극             | 오스트레일리아령 남극 지역, 오스트레일리아가 영유권을 주장한다.                               |

## 같이 보기
- 동경 73도
- 동경 75도